# Шведов Антон Григорович
Шведов Антон Григорович (1912—?) — радянський футболіст, який грав на позиції півзахисника, відомий завдяки виступам у складі харківських клубів ХТЗ, «Спартак» та «Динамо».
Розпочав кар'єру як гравець харківського «Спартака». Був переведений до складу команди тракторного заводу з метою її підсилення перед початком першого клубного чемпіонату СРСР. За тракторобудівників дебютував 8 червня у грі проти дніпропетровської команди «Сталь», трубопрокатного заводу імені Леніна. Однак далі перестав потрапляти у основу і вже в липні перейшов до команди Електромашинобудівного заводу. З новим клубом дійшов до 1/8 фіналу тогорічного Кубка СРСР. Наступного року Шведов повернувся до «Спартаку» і захищав його кольори у складі трьох наступних сезонів. Після розформування команди, він потрапив до харківського «Динамо», де провів один сезон. Подальша доля невідома. 
Тогочасна преса характеризувала Шведова, як «енергійного, а головне розумно граючого футболіста високого класу».